# Aktív hallgatás
Az aktív hallgatás különbözik magától a hallgatástól. A kettő közötti óriási különbség ahhoz hasonlítható, mint amikor valaki leül és figyelmesen végighallgat egy új albumot, vagy amikor valaki fogalmazásírás közben rádiót hallgat a háttérben. A megfelelő hallgatás során meg kell próbálni megérteni a másik fél gondolatait és érzéseit.
Az aktív hallgató megpróbálja megérteni a beszélő üzenetét és az ahhoz kapcsolódó érzéseit. A gyakorlatban ez azt jelenti, hogy csendben figyel, megfelelő szemkontaktust tart, nyílt testtartást vesz fel, és megfelelő helyen tett észrevételeivel bátorítja a beszélőt a folytatásra. Azért, hogy buzdítsa a beszélőt és biztosítsa arról, hogy helyesen érti, a hallgató időnként – a beszéd természetes szüneteiben – újrafogalmazza a beszélő üzenetét, és megerősítést, tisztázást vár. Fontos, hogy csak arra adjon visszajelzést a hallgató, amit úgy érez, hogy a beszélő üzenete jelentett, sem többre, sem kevesebbre. Azáltal, hogy hallgat és hangsúlyoz, ahelyett hogy tanácsolna és ítélkezne, a hallgató az elfogadás és megértés légkörét kelti. Állj ellen a kísértésnek és ne adj tanácsot – alkalmatlan és bátortalanító. 

## A jó hallgató
Az aktív hallgatás és a megértés nem passzív vagy egyszerű folyamat. Az alábbiak a „jó hallgató” jellemzői:

### Legyél ott!
Legyél jelen ésszel, szívvel-lélekkel! Hallanod kell, amit a beszélő mondani akar. Legyél türelmes!

### Ne ítélkezz!
Fogadd el a beszélőt úgy, ahogy van, ítélet, fenntartások és bekategorizálás nélkül! Próbálj egy olyan pontot találni, amin keresztül együtt tudsz vele érezni, és képzeld magad az ő helyzetébe.

### Bízz benne!
Bízz a beszélőben, hogy tudja kezelni az érzéseit, és megoldást is talál a problémáira!

### Fogadd el!
Fogadd el az érzéseit, bármilyenek is legyenek vagy bármennyire különbözzenek a tieidtől, vagy attól, ahogy szerinted egy embernek éreznie „kell”. Ne feledd, hogy az érzelmek változnak, és az olyan érzések, mint a szomorúság vagy a düh, elhalványulhatnak!

### Hallgass!
Ne tervezd meg, mit fogsz mondani. Ne gondold ki előre, hogy hogyan fogod félbeszakítani vagy más irányba terelni a beszélgetést. Ne azon gondolkozz, hogy hogyan lehet megoldani a problémát, leszólni vagy megvigasztalni a másikat, vagy hasonló esetben mit kéne egy embernek tennie stb. Csak hallgass! Elég annyit beszélned, amiben biztosítod a beszélőt, hogy helyesen értetted, amit mondott.

### Maradj a másikkal!
Próbáld megérteni a másik hivatkozási pontját! Maradj kívülálló annyira, hogy ne veszítsd el az objektivitásod, de vegyél annyira  részt benne, hogy segíteni tudj!

### Tartsd meg a „függetlenséged”!
Bár együtt kell érezned a beszélő helyzetével, nem kell felvállalnod a problémáikat. Téged kimerítene, őt pedig elbizonytalanítaná. Ha túlzottan azonosulsz a helyzettel, akkor azt sugallod a beszélőnek, hogy nem bízol abban, hogy egyedül kezelni tudja a helyzetet, és átveszed az irányítást. Tartsd meg a tárgyilagosságod!